# Епархия Мачакоса
Епархия Мачакоса (лат. Dioecesis Machakosensis) — епархия Римско-Католической Церкви с центром в городе Мачакос, Кения. Епархия Мачакоса входит в митрополию Найроби. Кафедральным собором епархии Мачакоса является церковь Пресвятой Девы Марии Лурдской в городе Мачакос.

## История
29 мая 1969 года Римский папа Павел VI издал буллу Antiquarum Africae, которой учредил епархию Мачакоса, выделив её архиепархии Найроби.

## Ординарии епархии
- епископ Рафаэль Ндинги Мвана-а Ндзеки (29.05.1969 — 30.08.1971), назначен епископом Накуру
- епископ Urbanus Joseph Kioko (9.07.1973 — 15.03.2003)
- епископ Martin Kivuva Musonde (15.03.2003 — 9.12.2014), назначен архиепископом Момбасы
  - Sede Vacante

## Источник
- Annuario Pontificio, Libreria Editrice Vaticana, Città del Vaticano, 2003, ISBN 88-209-7422-3
- Булла Antiquarum Africae  (лат.)